# 福島安正

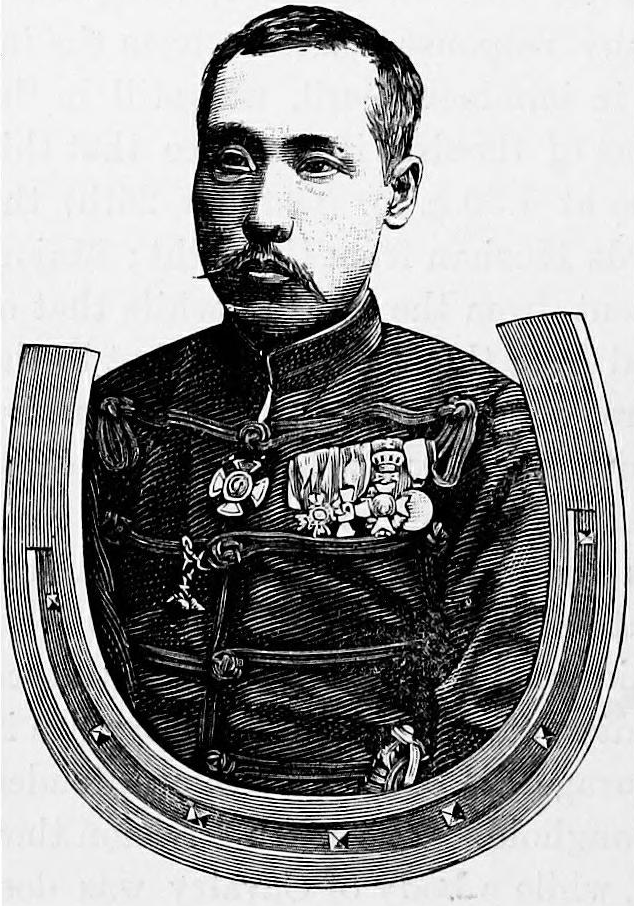
福島安正

福島安正（日语：／ Fukushima Yasumase；1852年10月27日（嘉永5年9月15日） - 1919年（大正8年）2月19日），日本陸軍大将，男爵头衔。继承萩野末吉的情報军官。

## 生平
- 信浓国松本城下（現長野縣松本市）松本藩士福島安广的長男。
- 进入江户幕府講武所学习洋式兵学，并参加戊辰战争。
- 明治时，进入開成学校学习外国語。
- 1873年（明治6年）4月、担任明治政府官员、司法省文官，1874年（明治7年）9月转到陸軍省。
- 1876年（明治9年）7月至10月，出使美国。
- 1877年（明治10年）西南战争期间担任福岡的征討总督府書記官。翌年5月、陸軍士官（軍官）登用試驗合格、被授予陸軍中尉。
- 1878年（明治11年）12月、就任参謀本部長传令使。

- 1879年（明治12年）3月、担任陆军教导团步兵大队附屬官、同年12月調為参謀本部管西局員。前往中国、朝鮮进行实地調査、1883年（明治16年）2月、晋升陸軍大尉。同年6月、任驻清国公使館附屬官。
- 1884年（明治17年）11月、就任参謀本部管西局員兼传令使。
- 1885年（明治18年）2月至4月、以《天津条約》交渉随員陪同出席谈判。
- 在日本陸軍大学跟随从德国来日担任教官的雅各布·梅克尔学习。
- 1886年（明治19年）前往印度、缅甸方面視察、翌年（明治20年，1887）在德国柏林大使馆，为公使西园寺公望进行情報分析以及收集俄国西伯利亚铁路铺设信息等方面情报报告。
- 1892年（明治25年）的少佐時期、从德国归国时，单人骑马进行冒险旅行，从波兰开始，经彼得堡、叶卡特琳堡、外蒙古和伊尔库茨克，到东西伯利亚为止，行程约1万8千公里，历时1年4个月，对当地实地調査。并将巴尔干半岛、印度等地的实地调查报告，一起交给当时的情报参谋次长川上操六。

- 1893年（明治26年）2月、晋升陸軍中佐。
- 1894年（明治27年）6月、任驻朝鲜京城公使館附屬官。同年8月日清战争中任日本第一軍参謀。
- 1895年（明治28年）3月、晋升陸軍大佐。同年9月、任参謀本部編纂課長，进行欧亚旅行。历任参謀本部第3部長、同第2部長。
- 1900年（明治33年）4月、晋升陸軍少將，兼任西部都督部（日语：都督部）参謀長。

- 在中国镇压庚子拳亂，1900年6月任日军臨時派遣队司令官。同年9月至翌年6月担任北清連合軍总司令官幕僚，名义作战会议上担任司仪，以英、德、法、俄、中国北京官话进行調停。
- 1902年（明治35年）5月至11月，出使英国。
- 1904年（明治37年）2月、就任日军大本营参謀。同年6月任日俄战争中的滿州軍总司令部参謀，负责諜報部门。统合滿州馬賊组成「遼西特別任務班」，任「滿州義軍」总指揮。

- 战后的1906年（明治39年）4月，就任参謀本部次長，同年7月，晋升陸軍中將。
- 1907年（明治40年）9月，以軍功被授予男爵爵位，升为華族。
- 1908年（明治41年）12月，参謀次長（名称变更）。1912年（明治45年）4月就任關東都督。
- 1914年（大正3年）9月15日，晋升陸軍大將，同時编入後備役[1]，同年11月，任帝国在乡軍人会副会長。晩年主张「剛健主義」，推行全国騎馬旅行。
- 1919年（大正8年），在東京市高田村（現豐島區雜司谷附近）家中死去，享年67歲。

墓所在東京都港区青山墓地。

## 榮典

### 爵位
- 男爵（1907年9月21日）

### 位階
- 从六位（1890年7月3日）
- 正六位（1893年4月11日）
- 从五位（1895年11月15日）
- 正五位（1900年7月10日）
- 从四位（1905年7月20日）
- 正四位（1910年8月10日）
- 从三位（1913年8月20日）
- 正三位（1914年9月30日）
- 从二位（1919年2月19日）

### 勳章獎章
- 大日本帝国
  -  勳六等瑞寶章（1889年11月22日）
  -  功四級金鵄勋章（1895年10月18日）
  - 明治二十七八年從軍記章（1895年11月18日）
  -  功二級金鵄勋章（1906年4月1日）
  - 明治三十七八年從軍記章（1906年4月1日）
  -  勳一等瑞寶章（1907年11月13日）
  -  勋一等旭日大绶章（1914年9月15日）
  - 大正大礼纪念章（1915年11月10日）
- 萨克森王国
  -  一级大指挥官十字级阿尔布雷希特勋章（英语：Albert Order）（1889年11月12日）
- 普鲁士王国
  -  三级红鹰勋章（1892年3月30日）
- 比利时
  -  官佐级利奥波德勋章（1892年3月30日）
- 大清
  -  第二等第三品御赐双龙宝星（1899年7月4日）
  -  第二等第一品御赐双龙宝星（1903年3月28日）
- 荷蘭
  -  官佐级奥兰治-拿骚勋章（1901年12月5日）
- 英国
  -  骑士指挥官级巴斯勋章

## 親族
- 妻 福島貞子 高野貞潔（幕臣）之女
- 嗣子 福島四郎（陸軍中佐）
- 二男 福島正一（陸軍少佐）
- 三男 福島次郎（陸軍中尉、战死）

## 传記
- 太田阿山編『福島将軍遺績』東亜協会、1941年。
- 島貫重節『福島安正と単騎シベリヤ横断』上下、原書房、1979年。
- 坂井藤雄『シベリア横断 - 福島安正大将伝』葦書房、1992年。
- 浅野晃『こころの文庫 - 福島安正』全日本家庭教育研究会。月刊ポピーの副読冊子(32p)。振り仮名付きで子ども向け。

## 脚注
1. ↑  『官報』第639号、大正3年9月16日。